# Гарелла, Клаудио
Клаудио Гарелла (итал. Claudio Garella; 16 мая 1955, Турин — 12 августа 2022, Турин) — итальянский футболист, игравший на позиции вратаря. В составе «Наполи» он в 1987 году выиграл чемпионат и Кубок Италии, а с командой «Эллас Верона» — чемпионат Италии в 1985 году.

## Карьера
Клаудио Гарелла — воспитанник футбольного клуба «Торино» из своего родного города. 27 января 1973 года он дебютировал в итальянской Серии А, выйдя на замену в гостевом поединке против «Виченцы». Следующие два сезона Гарелла провёл за «Казале» (сначала в Серии D, а затем в Серии C), играя роль основного голкипера и забив один гол с пенальти.
В сезоне 1975/76 вратарь выступал за команду Серии B «Новара». В 1976 году он перешёл в «Лацио», но первый год сидел на скамейке запасных, а в сезоне 1977/78 защищал ворота римлян в 29 матчах Серии А. Затем Гарелла отыграл за «Сампдорию» в Серии B, после чего присоединился к другой команде лиги «Эллас Верона», с которой в 1982 году вышел в Серию А. Спустя три года веронцы впервые стали чемпионом Италии, а Гарелла защищал ворота команды во всех 30 матчах турнира. После этого триумфа он перешёл в «Наполи», где три года был основным вратарём и выиграл с клубом чемпионат и Кубок Италии в 1987 году.
Сезон 1988/89 Гарелла провёл за «Удинезе» в Серии B, с которой вышел в Серию А. В чемпионате 1989/90 отыграл 28 матчей, а «Удинезе» вылетел обратно в Серию B. В следующем сезоне вратарь провёл всего два матча за «Авеллино 1912» в Серии B из-за полученной осенью 1990 года травмы, после чего он завершил профессиональную карьеру футболиста.

## Достижения
«Эллас Верона»
- Чемпион Италии: 1984/85
- Победитель Серии B: 1981/82

«Наполи»
- Чемпион Италии: 1986/87
- Обладатель Кубка Италии: 1986/87